# قلعه منوجان
قلعه تاریخی منوجان یکی از قلعه‌های با ارزش حوزه میراث فرهنگی جنوب استان کرمان است که بر پایه پژوهش‌های صورت گرفته باستانشناسی، سابقه شکل‌گیری آن به سده چهارم هجری و قمری می‌رسد.